# Jaskinia Ciemna
Die Höhle Jaskinia Ciemna (deutsch: Dunkele Höhle) ist eine Schau- und Tropfsteinhöhle im Tal Dolina Prądnika am Berg Koronna im Massiv des Krakau-Tschenstochauer Juras (Nationalpark Ojców) in Polen.
Der Name lässt sich als Dunkele Höhle übersetzen. Sie war bereits vor ca. 120.000 Jahren den Neandertalern bekannt.
Die Höhle liegt zwischen Ojców und Smardzowice, ist ca. 230 Meter lang und hat eine Öffnung auf einer Höhe von ca. 410 m n.p.m.